# Миль де Нуайе
Миль де Нуайе (фр. Miles de Noyers; 1285 — 21 сентября 1350) — маршал и великий кравчий Франции. Сеньор Нуайе, Шабли и Вандёвра. В качестве сеньора Нуайе нумеруется как Миль IX или X.
Представитель рода, основателем которого считается Миль I де Нуайе, живший в XI веке.
Сын Миля VIII де Нуайе (после 1250 — 1291), кравчего Бургундии, и Марии де Шатильон, дочери Гоше IV де Шатильона, сестры коннетабля Гоше V де Шатильона. Наследовал отцу после его смерти в 1291 году.
Участвовал во Фландрском походе Филиппа Красивого и в битве при Куртре (1302). С 1303 года — маршал Франции. В том же году в сентябре вместе с коннетаблем Гоше де Шатильоном взят в плен восставшими жителями Арраса. Освобождён после заключения перемирия.
В 1304 году отличился в битве при Монс-ан-Певеле, во время которой спас орифламму Франции.
В 1315 году сложил полномочия маршала и возглавил финансовое ведомство королевства (до 1316 года, когда новый король Филипп V передал эти полномочия своему соратнику Анри де Сюлли).
С 1324 года — президент Счётной палаты (вместе с Гоше де Шатильоном). Получил часть имущества, конфискованного у казначея Карла IV Пьера де Реми, казнённого за злоупотребления.
Во время битвы при Касселе (1328) предупредил короля о приближении фламандцев, и тем самым спас его от поражения.
С 1330 года — губернатор Артуа.
В период с 1331 по 1335 год лишился придворных должностей в результате интриг своих врагов, главным из которых был канцлер Гийом де Сен-Мор. После смерти последнего, случившейся в январе 1335 года, постепенно вернул своё влияние, и в 1336 году получил должность главного кравчего Франции. Для него восстановили и должность президента Счётной палаты, до этого упразднённую.
В 1338 году купил у Карла Валуа графство Жуаньи для своего младшего сына Жана.
После Генеральных штатов января и августа 1343 года влияние возглавляемого Милем де Нуайе королевского Совета уменьшилось.
Как сообщает Фруассар, перед битвой при Креси Миль де Нуайе провёл рекогносцировку английских позиций и посоветовал королю отложить атаку на день, однако тот его не послушал.
У Миля де Нуайе последовательно было три жены:
- 1294 — Жанна де Рюминьи, дама де Монкорне (ум. 1303). Согласно Europäische Stammtafeln, дочь Жака де Рюминьи и Агнессы де Рессон.
- Жанна Фландрская (ум. 02.03.1316), дама де Меслен, дочь Жана II де Дампьера и Изабеллы де Бриенн.
- между 1316 и 1318 — Жанна де Монфокон-Монбельяр, дама де Фуасси (ум. 1334), дочь Ришара де Монфокон-Монбельяр, сеньора д’Антиньи, и его первой жены Маргариты де Туротт, вдовы Готье де Тренеля, сеньора де Фуасси и де Пуи.

От последней жены — семеро детей:
- Миль X Горбатый (ум. 1349), сеньор де Нуайе
- Готье (Гоше) (ум. 1339/1344), с 1328 года был женат на Маргарите де Пикиньи, видамессе Амьена, бездетный
- Маргарита, с 1321 года — жена Жана III де Шатовиллена
- Матильда (Маго) (ум. 1389), с 1331 года — жена Эда VI де Грансе де Лувуа
- Гелиссента II, аббатиса в Жуарре (1345—1357), преемница одноимённой тётки
- Жанна, аббатиса в Жуарре (1365—1375)
- Жан I (1323—1361), граф де Жуаньи (1338), сеньор де Вандёвр, де Пуйли, де Монтегийон и де Вильно.

В некоторых исторических исследованиях указано, что Миль де Нуайе родился около 1271 года. Однако Морис Дрюон в своём романе «Яд и корона», действие которого происходит в 1315 году, называет его мужчиной лет тридцати. Писателя консультировали учёные-историки, и в данном случае он вероятно прав. Тогда получается, что Миль де Нуайе родился в 1285 году, первый раз женился в возрасте 14 лет (что было обычным делом), и умер в 65 лет (тогда человек в эти года считался долгожителем). К тому же его отец Миль VIII женился не ранее 1272 года.